# Лорънс (окръг, Индиана)
Вижте пояснителната страница за други значения на Лорънс.
Окръг Лорънс (на английски: Lawrence County) е окръг в щата Индиана, Съединени американски щати. Площта му е 1171 km², а населението е 45 011 души (1 април 2020). Административен център е град Бедфорд.